# Star Lotulelei
Starlite „Star“ Lotulelei Jr. (geboren am 20. Dezember 1989 in Tonga) ist ein ehemaliger tongaisch-amerikanischer American-Football-Spieler auf der Position des Defensive Tackles. Er spielte College Football für die University of Utah und stand von 2018 bis 2021 bei den Buffalo Bills unter Vertrag. Zuvor spielte er von 2013 bis 2017 für die Carolina Panthers.

## College
Lotulelei wurde in Tonga geboren und zog im Alter von neun Jahren mit seiner Familie nach Utah. Er spielte Football an der Bingham High School in South Jordan, mit der er 2006 die Staatsmeisterschaften von Utah gewann. Da seine akademischen Leistungen nicht ausreichend für den Besuch eines Colleges waren, arbeitete er zunächst als Möbelpacker, bevor er ab 2008 das Snow College, ein Community College in Ephraim, Utah, besuchte. In der Saison 2008 erreichte er mit den Snow College Badgers das NJCAA National Championship Game. Das folgende Jahr verbrachte er ebenfalls am Community College, spielte aber kein Football, um sich auf seine Noten und sein Privatleben zu konzentrieren.
Zur Saison 2010 nahm Lotulelei ein Stipendienangebot der University of Utah an, um für die Utah Utes in der NCAA Division I College Football zu spielen. Er wurde in den Spielzeiten 2011 und 2012 in das All-Star-Team der Pacific-12 Conference sowie 2012 zum All-American gewählt und gewann 2012 die Morris Trophy als bester Defensive Lineman in der Pac-12.

## NFL
Nachdem bei Lotulelei eine Herzschwäche festgestellt worden war, nahm er nicht am NFL Combine teil. Spätere Untersuchungen ergaben, dass seine Herzschwäche nur vorübergehend war und wahrscheinlich durch eine Virusinfektion verursacht worden war. Im NFL Draft 2013 wurde Lotulelei an 14. Stelle von den Carolina Panthers ausgewählt. Bei den Panthers war er von Beginn an Stammspieler auf der Position des Defensive Tackles, sodass sie die Option auf ein fünftes Vertragsjahr zogen. Insgesamt stand Lotulelei in 76 Partien der Regular Season für Carolina auf dem Feld, in denen er 11,5 Sacks erzielte. Mit den Panthers erreichte er den Super Bowl 50, der mit 10:24 gegen die Denver Broncos verloren ging.
Zur Saison 2018 wechselte Lotulelei zu den Buffalo Bills, bei denen er einen Fünfjahresvertrag über 50 Millionen Dollar unterschrieb. In den Spielzeiten 2018 und 2019 stand er in allen Spielen der Bills als Starter auf dem Feld. Im Juli 2020 gab Lotulelei bekannt, dass er die Saison 2020 wegen der COVID-19-Pandemie in den Vereinigten Staaten aussetzen werde. Nach der Saison 2021 wurde er am 18. März 2022 entlassen.

### NFL-Statistiken
| Saison                             | Saison | Spiele                                           | Spiele                                           | Tackles                                          | Tackles                                          | Tackles                                          | Tackles                                          | Interceptions                                    | Interceptions                                    | Interceptions                                    | Interceptions                                    | Interceptions                                    | Fumbles                                          | Fumbles                                          | Fumbles                                          |                                                  |
| Jahr                               | Team   | Spiele                                           | als Starter                                      | Gesamt                                           | Solo                                             | Ast                                              | Sacks                                            | PD                                               | INT                                              | Yds                                              | Lng                                              | TD                                               | FF                                               | FR                                               | TD                                               |                                                  |
| ---------------------------------- | ------ | ------------------------------------------------ | ------------------------------------------------ | ------------------------------------------------ | ------------------------------------------------ | ------------------------------------------------ | ------------------------------------------------ | ------------------------------------------------ | ------------------------------------------------ | ------------------------------------------------ | ------------------------------------------------ | ------------------------------------------------ | ------------------------------------------------ | ------------------------------------------------ | ------------------------------------------------ | ------------------------------------------------ |
| 2013                               | CAR    | 16                                               | 16                                               | 42                                               | 31                                               | 11                                               | 3,0                                              | 0                                                | 0                                                | 0                                                | 0                                                | 0                                                | 0                                                | 0                                                | 0                                                |                                                  |
| 2014                               | CAR    | 14                                               | 13                                               | 26                                               | 19                                               | 7                                                | 2,0                                              | 1                                                | 0                                                | 0                                                | 0                                                | 0                                                | 0                                                | 2                                                | 0                                                |                                                  |
| 2015                               | CAR    | 14                                               | 14                                               | 22                                               | 13                                               | 9                                                | 1,0                                              | 2                                                | 0                                                | 0                                                | 0                                                | 0                                                | 1                                                | 1                                                | 0                                                |                                                  |
| 2016                               | CAR    | 16                                               | 16                                               | 26                                               | 14                                               | 12                                               | 4,0                                              | 1                                                | 0                                                | 0                                                | 0                                                | 0                                                | 1                                                | 0                                                | 0                                                |                                                  |
| 2017                               | CAR    | 16                                               | 16                                               | 25                                               | 6                                                | 19                                               | 1,5                                              | 1                                                | 0                                                | 0                                                | 0                                                | 0                                                | 0                                                | 1                                                | 0                                                |                                                  |
| 2018                               | BUF    | 16                                               | 16                                               | 17                                               | 10                                               | 7                                                | 0,0                                              | 1                                                | 0                                                | 0                                                | 0                                                | 0                                                | 0                                                | 0                                                | 0                                                |                                                  |
| 2019                               | BUF    | 16                                               | 16                                               | 19                                               | 12                                               | 7                                                | 2,0                                              | 1                                                | 1                                                | 0                                                | 0                                                | 0                                                | 0                                                | 0                                                | 0                                                |                                                  |
| 2020                               | BUF    | kein Einsatz, da Opt-Out wegen COVID-19-Pandemie | kein Einsatz, da Opt-Out wegen COVID-19-Pandemie | kein Einsatz, da Opt-Out wegen COVID-19-Pandemie | kein Einsatz, da Opt-Out wegen COVID-19-Pandemie | kein Einsatz, da Opt-Out wegen COVID-19-Pandemie | kein Einsatz, da Opt-Out wegen COVID-19-Pandemie | kein Einsatz, da Opt-Out wegen COVID-19-Pandemie | kein Einsatz, da Opt-Out wegen COVID-19-Pandemie | kein Einsatz, da Opt-Out wegen COVID-19-Pandemie | kein Einsatz, da Opt-Out wegen COVID-19-Pandemie | kein Einsatz, da Opt-Out wegen COVID-19-Pandemie | kein Einsatz, da Opt-Out wegen COVID-19-Pandemie | kein Einsatz, da Opt-Out wegen COVID-19-Pandemie | kein Einsatz, da Opt-Out wegen COVID-19-Pandemie | kein Einsatz, da Opt-Out wegen COVID-19-Pandemie |
| 2021                               | BUF    | 11                                               | 8                                                | 17                                               | 11                                               | 6                                                | 3,0                                              | 0                                                | 0                                                | 0                                                | 0                                                | 0                                                | 0                                                | 0                                                | 0                                                |                                                  |
| Gesamt                             | Gesamt | 119                                              | 115                                              | 194                                              | 116                                              | 78                                               | 16,5                                             | 7                                                | 1                                                | 0                                                | 0                                                | 0                                                | 2                                                | 2                                                | 0                                                |                                                  |
| Quelle: pro-football-reference.com |        |                                                  |                                                  |                                                  |                                                  |                                                  |                                                  |                                                  |                                                  |                                                  |                                                  |                                                  |                                                  |                                                  |                                                  |                                                  |

## Persönliches
Lotulelei ist verheiratet und hat vier Kinder.